# 约翰娜·舍贝里
约翰娜·舍贝里（瑞典語：Johanna Sjöberg，1978年3月8日—），瑞典女子游泳运动员。她曾代表瑞典参加1996年、2000年和2004年夏季奥林匹克运动会游泳比赛，获得一枚铜牌。